# CB Avenida Salamanque
Maillots
Le Club Baloncesto Avenida, connu sous le nom de Perfumerías Avenida pour des raisons de parrainage, est un club espagnol de basket-ball basé à Salamanque. Le club appartient à la Liga Femenina, soit le plus haut niveau du championnat espagnol. Le club est né en 1988 dans l’Université de Salamanque.
L'équipe a remporté une fois l' Euroligue en 2011, elle compte aussi à son palmarès 8 Championnats d'Espagne, 10 Coupes d'Espagne et 9 Supercoupes d'Espagne.

## Histoire

### Début (1988-1992)
Le club a été fondé en 1988 sous le nom d'Agrupación Deportiva Universidad de Salamanca. Au cours de la saison 1991-1992, l'équipe a été promue en 1ère division nationale, où elle a concouru pendant deux saisons.

### Saison 2012-2013
L'entraîneur Alberto Miranda est remplacé fin décembre 2012 par Victor Lapena, ancien entraîneur de Mann Filter Zaragoza, Cadi la Seu et Extrugasa.
Début 2013, le club se sépare de Nicole Powell sous le prétexte de consommation abusive d'alcool,qui est remplacée par l'italo-paraguayenne Paola Ferrari (17,1 points, 3,6 rebonds et 3,5 passes décisives en 2011-2012 avec Soller Bon Dia !)et l'américaine Monique Currie en fin de contrat avec Târgovişte (13.3 points à 36 % d'adresse et 5,3 rebonds).

## Résultats

### Palmarès
| Compétitions nationales | Compétitions internationales                                                                            |
| --- | --- |
| - Championnat d'Espagne (8) - Champion en 2006, 2011, 2013, 2016, 2017, 2018, 2021 et 2022 - Vice-champion en 1996, 1999, 2007, 2008, 2009, 2010, 2012, 2014, 2015, 2019, 2023 et 2024 - Coupe d'Espagne (10) - Champion en 2005, 2006, 2012, 2014, 2015, 2017, 2018, 2019, 2020 et 2022 - Vice-champion en 2001, 2004, 2007, 2013, 2016, 2023 et 2025 - Supercoupe d'Espagne (9) - Champion en 2011, 2012, 2013, 2014, 2015, 2017, 2018, 2019 et 2021 - Vice-champion en 2005, 2006, 2007, 2008, 2016 et 2024 | - Euroligue (1) - Champion en 2011 - Vice-champion en 2021 - Supercoupe d'Europe (1) - Champion en 2011 |

## Effectif
| Numéro | Nom               | Née le            | Taille | Nationalité           | Poste         |
|        | Eshaya Murphy     | 15 avril 1985     | 1,84 m | Espagne               | Arrière       |
| 4      | Leonor Rodríguez  | 21 octobre 1991   | 1,80 m | Espagne               | Arrière       |
| 5      | Marta Fernández   | 21 décembre 1981  | 1,80 m | Espagne               | Arrière       |
| 6      | Tamara Abalde     | 6 février 1989    | 1,91 m | Espagne               | Ailière forte |
| 7      | Paola Ferrari     | 16 septembre 1985 | 1,80 m | Italie Paraguay       | Arrière       |
| 8      | Mariona Ortiz     | 28 février 1992   | 1,81 m | Espagne               | Meneuse       |
| 9      | Marija Rezan      | 8 août 1989       | 1,96 m | Croatie               | Pivot         |
| 10     | Marta Xargay      | 20 décembre 1990  | 1,80 m | Espagne               | Arrière       |
| 11     | Vanessa Blé       | 12 août 1991      | 1,91 m | Espagne Côte d'Ivoire | Ailière forte |
| 12     | Anna Montañana    | 24 octobre 1980   | 1,86 m | Espagne               | Ailière forte |
| 15     | Angelica Robinson | 20 avril 1987     | 1,98 m | États-Unis            | Pivot         |

Entraîneur : Alberto Miranda
Assistant :  Avelino Garcia

## Entraîneurs successifs
- 1995-2009 : José Ignacio Hernández
- 2009-2010: Jordi Fernandez
- 2010-2012: Lucas Mondelo
- 2012: Alberto Miranda
- 2012-2014: Victor Lapeña
- 2014-?: Alberto Miranda
- ?- : Miguel Angel Ortega